# Céline Couderc
Céline Couderc (* 11. März 1983 in Avignon) ist eine ehemalige französische Schwimmerin. Sie erhielt bei Weltmeisterschaften eine Bronzemedaille und bei Europameisterschaften je eine Gold- und Silbermedaille sowie drei Bronzemedaillen.

## Karriere
Die 1,74 Meter große Céline Couderc schwamm für den Verein Cercle Nautique des Cévennes Alès.
Bei der Universiade 2003 in Daegu gewann sie mit der 4-mal-100-Meter-Freistilstaffel die Goldmedaille. Die französische 4-mal-200-Meter-Freistilstaffel wurde Vierte. Im Mai 2004 fanden in Madrid die Europameisterschaften statt. Solenne Figuès, Céline Couderc, Aurore Mongel und Malia Metella siegten in der 4-mal-100-Meter-Freistilstaffel vor den Niederländerinnen und den Schwedinnen. In der 4-mal-200-Meter-Freistilstaffel gewannen die Spanierinnen vor der französischen Staffel mit Céline Couderc, Katarin Quelennec, Elsa N’Guessan und Solenne Figuès. Drei Monate nach den Europameisterschaften wurden in Athen die Olympischen Spiele 2004 ausgetragen. Die 4-mal-100-Meter-Freistilstaffel mit Couderc, Figués, Metella und Mongel belegte den fünften Platz und war dabei die drittbeste europäische Staffel. Die 4-mal-200-Meter-Freistilstaffel mit Couderc, Figués, N’Guessan und Quelennec verpasste mit der zehntbesten Vorlaufzeit den Finaleinzug um zwei Sekunden.
Bei den Mittelmeerspielen 2005 in Almeria gewann über 50 Meter Freistil die Italienerin Cristina Chiuso den Titel mit 0,37 Sekunden Vorsprung vor Céline Couderc. Über 100 Meter Freistil siegte Couderc mit 0,1 Sekunden Vorsprung vor Solenne Figuès, dahinter wurde Chiuso Dritte. Couderc erschwamm außerdem drei Goldmedaillen in den Staffeln. Außer mit den beiden Freisitlstaffeln siegte sie auch mit der Lagenstaffel. Einen Monat nach den Mittelmeerspielen fanden die Weltmeisterschaften in Montreal statt. Die 4-mal-100-Meter-Freistilstaffel mit Metella, Mongel, Couderc und Figués wurde Fünfte. Die gleiche Platzierung erreichten Laure Manaudou, Couderc, N’Guessan und Figués als 4-mal-200-Meter-Staffel. Couderc trat auch über 50 Meter Freistil an, schied aber im Halbfinale aus. Im Jahr darauf bei den Europameisterschaften 2006 in Budapest gewann Couderc drei Bronzemedaillen mit den Staffeln, wobei sie in der 4-mal-200-Meter-Freistilstaffel nur im Vorlauf eingesetzt wurde. Nur Alena Popchanka war in allen drei Endläufen dabei.
2007 bei den Weltmeisterschaften in Melbourne belegte die französische 4-mal-100-Meter-Freistilstaffel mit Mongel, Couderc, Metella und Popchanka den sechsten Platz. Die 4-mal-200-Meter-Freistilstaffel gewann die Bronzemedaille mit Popchanka, Sophie Huber, Mongel und Manaudou. Im Vorlauf war Couderc für Manaudou geschwommen und erhielt ebenfalls eine Bronzemedaille. Couderc trat auch über 50 Meter Freistil und mit der Lagenstaffel an, erreichte aber in beiden Disziplinen nicht das Finale. Céline Couderc nahm auch an den Kurzbahneuropameisterschaften 2005, 2006 und 2007 teil. 2007 erhielt sie eine Bronzemedaille für einen Vorlaufeinsatz in der Lagenstaffel. Zum Abschluss ihrer Karriere startete Couderc 2008 bei den Olympischen Spielen in Peking. Die 4-mal-100-Meter-Freistilstaffel mit Couderc, Popchanka, Ophélie-Cyrielle Étienne und Metella belegte den sechsten Platz. Die 4-mal-200-Meter-Freisitlstaffel erreichte den fünften Platz. Couderc war nur im Vorlauf eingesetzt worden, als sich die französische Staffel mit der schnellsten Vorlaufzeit für den Endlauf qualifizierte. Über 50 Meter Freistil schied Céline Couderc als 18. der Qualifikation aus.